# Bankhaus von der Heydt-Kersten & Söhne

Bankhaus von der Heydt-Kersten & Söhne am Neumarkt in Elberfeld um 1880

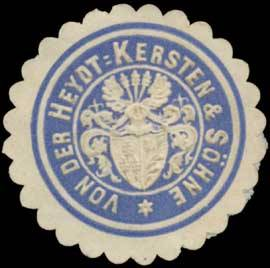
Siegelmarke von der Heydt-Kersten & Söhne

Das Bankhaus von der Heydt-Kersten & Söhne war ein traditionsreiches Kreditinstitut mit Sitz in Wuppertal-Elberfeld. Es wurde 1970 mit dem damaligen Eigentümer Commerzbank verschmolzen. Der Firmenmantel wurde weiterverkauft und 2005 als Bankhaus von der Heydt GmbH & Co. KG Sitz in München eröffnet.

## Geschichte
Das Bankhaus wurde 1754 von den beiden Brüdern Abraham und Caspar Kersten unter dem Namen Gebrüder Kersten in Elberfeld gegründet. Caspar zog sich nach wenigen Jahren von der Leitung zurück. Abraham baute das Bankhaus aus und nutzte geschickt die Geschäftsmöglichkeiten in dem wirtschaftlich aufblühenden Tal der Wupper. Seine Tochter Wilhelmine heiratete 1794 Daniel Heinrich von der Heydt, der vier Jahre später Teilhaber wurde. Daniel, der auch zahlreiche einflussreiche öffentliche Ämter übernahm, baute das Bankhaus sehr erfolgreich aus. Mit der Übergabe an die nächste Generation wurde 1827 der Name in von der Heydt-Kersten & Söhne geändert. Der Sohn August von der Heydt wurde später zum Preußischen Handelsminister (1848–1862) und Staatsminister der Finanzen (1862, 1866–1869) berufen. Von 1878 bis 1929 war dessen Enkel August Freiherr von der Heydt, der auch als Kunstmäzen berühmt wurde, maßgeblich am weiteren Wachstum des Bankhauses beteiligt. Da er erwartete, dass seine beiden Söhne, August und Eduard, andere berufliche Ziele verfolgen würden, beteiligte er 1911 den Barmer Bankverein an dem Familienunternehmen.
Die Zeit nach dem Ersten Weltkrieg war sehr wechselvoll. Schließlich wurde die Bank 1932 zusammen mit dem Barmer Bankverein von der Berliner Commerz- und Privatbank, einer Vorläufergesellschaft der späteren Commerzbank, übernommen. Im Zweiten Weltkrieg wurde das Bankgebäude im Zentrum von Elberfeld am Neumarkt durch die Luftangriffe auf Wuppertal fast völlig zerstört. Darauf zog das Bankhaus von 1943 bis 1945 vorübergehend in das Erdgeschoss der Villa Schmits in der Luisenstr. 136 ein. Das Stammhaus wurde bis 1950 im alten Stil wieder errichtet. Ende der 1960er Jahre wurde das klassizistische Gebäude durch einen damals zeitgemäßen Waschbetonbau ersetzt. 1970 wurde die Bank mit der Gebietsfiliale der Commerzbank zusammengelegt, so dass der traditionsreiche Name von der Hausfassade verschwand. 

## Liste der Teilhaber des Bankhauses von der Heydt-Kersten & Söhne
| Zeit der Teilhaberschaft | Name, Lebensdaten                                   |
| ------------------------ | --------------------------------------------------- |
| 1754–1796                | Abraham Kersten (1733–1796)                         |
| 1754–1807                | Caspar Kersten (1734–1807)                          |
| 1798–1832                | Daniel Heinrich von der Heydt (1767–1832)           |
| 1803–1827                | Johann Kaspar Gottfried Wever (1780–1857)           |
| 1824–1859                | August von der Heydt (1801–1874)                    |
| 1827–1857                | Daniel von der Heydt (1802–1874)                    |
| 1829–1881                | Carl von der Heydt (1806–1881)                      |
| 1832–1853                | Wilhelmine von der Heydt-Kersten (1771–1854)        |
| 1854–1867                | August von der Heydt (1825–1867)                    |
| 1854–1861                | Carl Friedrich von der Heydt (1829–1861)            |
| 1872–1889                | Friedrich Roeber (1819–1901)                        |
| 1878–1929                | August von der Heydt (1851–1929)                    |
| 1881–1899                | Carl von der Heydt (1858–1922)                      |
| 1890–1911                | Gustav Hueck († 1922)                               |
| 1907–1914                | Max Decker (?)                                      |
| 1912–1943                | August von der Heydt (1881–1943)                    |
| 1912–1928                | Theodor Hinsberg (1859–1934)                        |
| 1922–1926                | Eduard von der Heydt (1882–1964)                    |
| 1922–1928                | Felix Berchmans (?)                                 |
| 1928–1949                | Richard Blecher (1876–?)                            |
| 1939–1958                | Fritz Höfermann (1897–1958)                         |
| 1943–1951                | Waldemar Frowein (1889–1964)                        |
| 1949–1955                | Carl Otto Tewaag (1912–?)                           |
| 1951–1964                | Max Kretschmann (1890–1972) (oder Max Kretzschmann) |